# Bišče
Bišče este o localitate din comuna Domžale, Slovenia, cu o populație de 211 locuitori.